# Foire internationale du livre de Varsovie
Pour les articles homonymes, voir Foire du livre.
La Foire internationale du livre de Varsovie (Międzynarodowe Targi Książki w Warszawie (MTKW/WIBF)), transférée en 1958 de Poznań, où elle avait démarré dans le cadre de la Foire internationale de Poznań en 1956, au Palais de la culture et de la science de Varsovie était un rendez-vous annuel d'éditeurs, d'auteurs, d'agents littéraires, de libraires et de lecteurs, à l'origine le plus important par sa fréquentation et par le nombre d'exposants et d'intervenants des pays d'Europe centrale et orientale.

## Histoire de la Foire internationale du livre de Varsovie
Elle était organisée par l'entreprise publique de commerce extérieur de biens culturels Ars Polona.
Cette foire a eu lieu pour la dernière fois dans son format historique en 2010. 
L'invité d'honneur - ou thème - des dernières éditions était le suivant :
- 47e édition (2002) - Lituanie et Lettonie
- 48e édition (2003) - Espagne
- 49e édition (2004) - Russie
- 50e édition (2005) - Suisse
- 51e édition (2006) - Allemagne
- 52e édition (2007) - Ukraine
- 53e édition (2008) - Israël
- 54e édition (2009) - Conseil de l'Europe[2]
- 55e édition (2010) - Frédéric Chopin[2]

Une manifestation concurrente a été créée sous le nom de Warszawskie Targi Książki (WTK) / Warsaw Book Fair par la société Murator Expo S.A. en association avec des éditeurs :
- 1e édition : du 13 au 16 mai 2010[5]
- 2e édition : du 12 au 15 mai 2011[6]
- 3e édition : du 10 au 13 mai 2012[7]
- 4e édition : mai 2013